# Fabienne Meyer
Fabienne Meyer (ur. 28 listopada 1981 w Langenthal) – szwajcarska bobsleistka (dwójki), olimpijka.
Występowała w wielu zawodach Pucharu Świata i Europy  w bobslejowych dwójkach.

## Osiągnięcia
Seniorskie
- Mistrzyni Europy (2014 z Tanją Mayer)[1]
- Brązowa medalistka mistrzostw Europy (2012 z Hanne Schenk)[2]
- Uczestniczka:
  - igrzysk olimpijskich (2010 – 10. miejsce z Hanne Schenk, 2014 – 8. miejsce z Tanją Mayer)[3]
  - mistrzostw:
    - świata (2012 – 6. miejsce z Hanne Schenk, 2013 – 9. miejsce z Elizabeth Graf)
    - Europy (2012, 2013 – 7. miejsce z Ariane Walser, 2014)
- Puchar:
  - świata:
    - 1. miejsce – Königssee (26.01.2014 z Tanją Meyer)[4]
    - 2. miejsce:
      - Königssee (13.01.2012 z Hanne Schenk)[5]
      - Whistler (23.11.2012 z Elisabeth Graf)[6]

    - 3. miejsce:
      - Innsbruck (14.01.2011 z Hanne Schenk)[7]
      - La Plagne (9.12.2011 z Hanne Schenk)[8]
      - Winterberg (17.12.2011 z Hanne Schenk)[9]
      - Altenberg (6.01.1012 z Hanne Schenk)[2]
      - Sankt Moritz (11.01.2014 z Tanją Meyer)[10]

  - Europy – 2. miejsce – Innsbruck (20.11.2008 z Anne Dietrich)[11]
  - Ameryki Północnej – 3. miejsce – Lake Placid (31.03.2011 z Ariane Walser)[12]

Młodzieżowe
- Mistrzyni świata juniorów w dwójkach (2008 z Mariną Gilardoni)[13]